# Shripad Yesso Naik

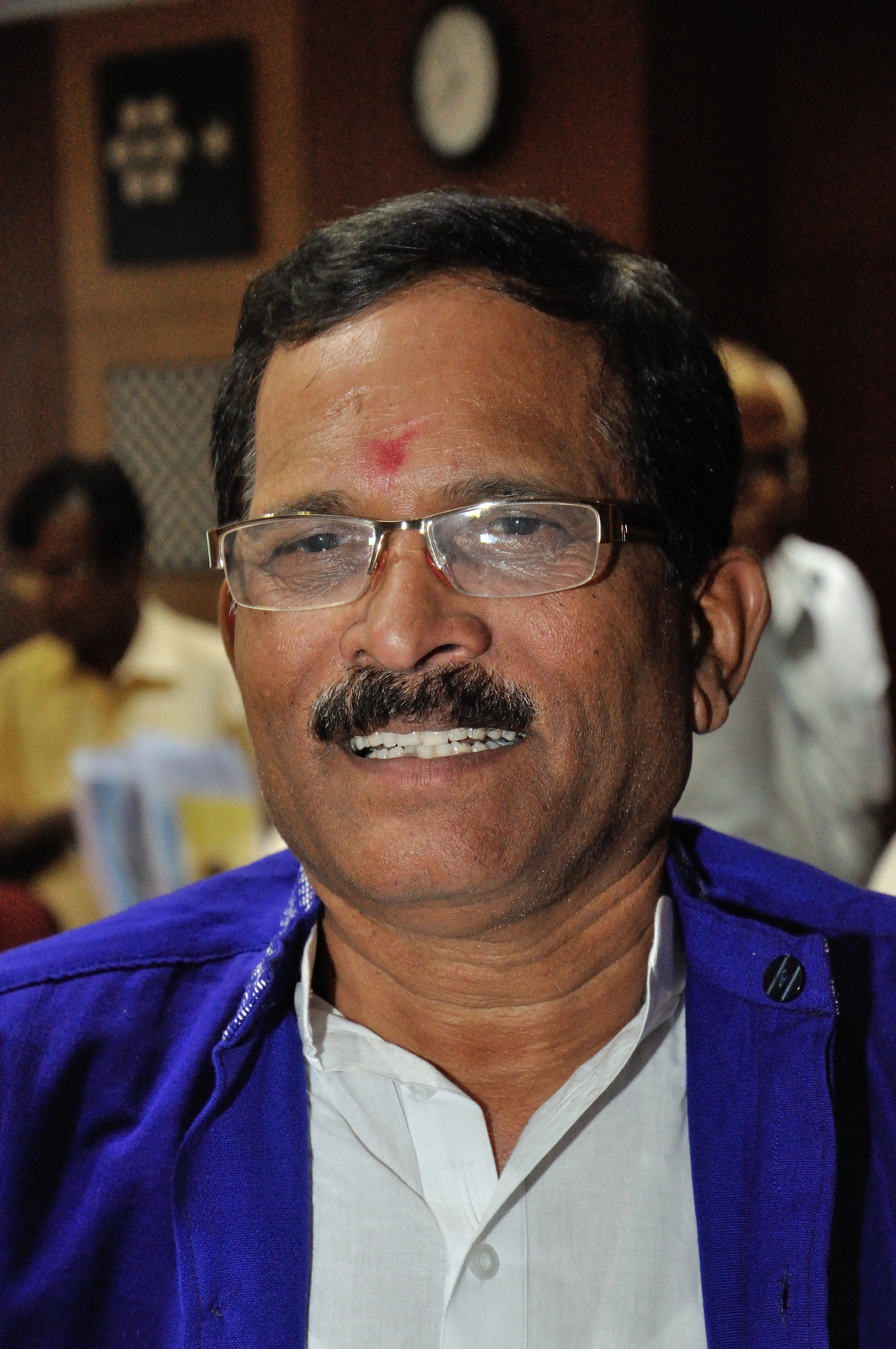
Shripad Naik

Shripad Yesso Naik (Marathi श्रीपाद येस्सो नाईक Śrīpād Yesso Nāīk; * 4. Oktober 1952 in Adpai, Goa) ist ein indischer Politiker.

## Leben
Naik ist Mitglied der Bharatiya Janata Party (BJP) und Staatsminister mit eigenem Aufgabenbereich im Kabinett Modi I. Er wird auch als Yogaminister bezeichnet.
Naik begann seine politische Tätigkeit in seinem Heimatstaat Goa und wechselte dann in die Bundespolitik. 2003 wurde er Staatsminister für Landwirtschaft im Kabinett Vajpayee III und bekleidete in den Folgejahren verschiedene Regierungsämter, u. a. als Staatsminister mit eigenem Aufgabenbereich für Kultur und Tourismus.
2014 wurde er im ersten Kabinett Modi Staatsminister mit eigenem Aufgabenbereich für das Ministerium für Ayurveda, Yoga, Naturheilkunde, Unani, Siddha und Homöopathie (AYUSH) sowie für Gesundheit und Familie. In seinen Zuständigkeitsbereich gehörten Lehren wie Yoga und Ayurveda, die aus altindischer Tradition stammen und von der BJP gemäß ihrer hinduistischen Ausrichtung propagiert werden. Im zweiten Kabinett Modi (ab dem 31. Mai 2019) wurde er erneut Staatsminister für AYUSH und in seinem zweiten Zuständigkeitsbereich Staatsminister für Verteidigung.
Naik ist verheiratet und hat drei Söhne.